# Петро Андрусечко
Петро Андрусечко (пол. Piotr Andrusieczko, нар. 1971) – польський етнограф, політолог, публіцист і журналіст українського походження. Його батьків примусово переселили до м. Кошаліна під час Операції «Вісла».

## Життєпис
Андрусечко закінчив факультет етнології та культурної антропології Університету Адама Міцкевича в Познані. У 2003 році на історичному факультеті того ж університету захистив докторську дисертацію на тему «Становище національностей в Україні після розпаду СРСР на підставі польської й української преси» і отримав  ступінь доктора гуманітарних наук в галузі етнології.
Працював лектором, зокрема, в Інституту історії та політичних наук на факультеті філології та історії Поморської академії в Слупську. Як журналіст, публікувався в газетах «Glos Wielkopolski» і «Nowa Europa Wschodnia». Також співпрацював з газетою «Наше слово», є головним редактором видання «Український журнал».
З 2013 року працює в Україні як кореспондент польських ЗМІ, підготував значну кількість матеріалів про події в Україні: на Майдані в Києві, Криму та на Донбасі. Петро Андрусечко працює з «TVP», «TVN 24», «Biznes i Świat», «Тоk FM» та Польським радіо. З квітня 2014 є журналістом «Gazeta Wyborcza». Протягом 2014-2015 років постійно перебував в зоні збройного конфлікту в Донецькій області, часто давав коментарі безпосередньо з поля бою.
Петро Андрусечко брав участь у місіях зі спостереження в парламентських і президентських виборах в Україні в 2002, 2006, 2010, 2012 роки, і був членом Міжнародної експертної місії на президентських виборах в Україні в 2014 році. Виграв приз Гран-Пресс «Журналіст року 2014».